# Robert McLachlan (Radsportler)

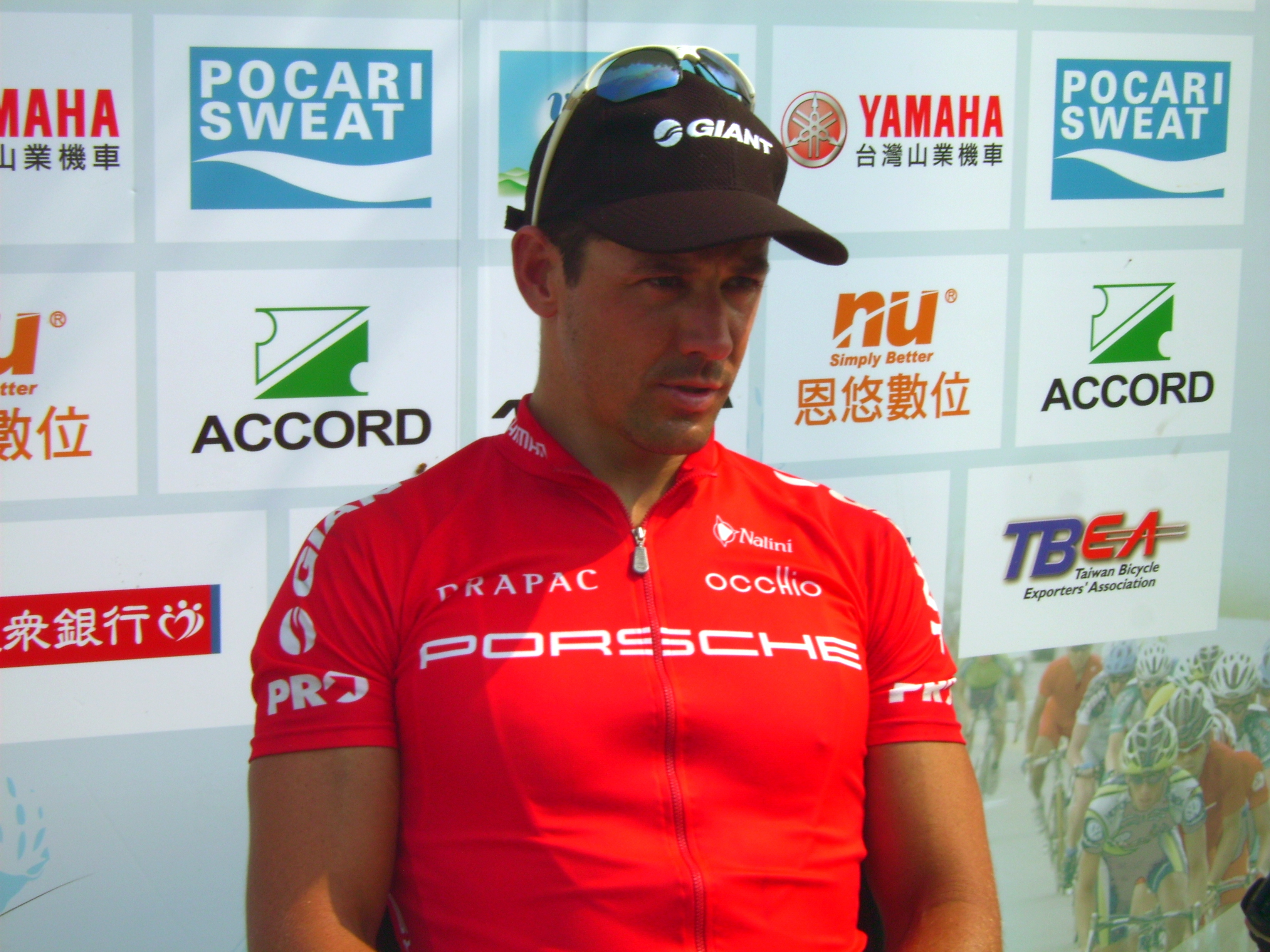
Robert McLachlan nach der sechsten Etappe der Tour de Taiwan 2006

Robert McLachlan (* 17. April 1971 in Canberra) ist ein ehemaliger australischer Radrennfahrer.
Robert McLachlan siegte 1992 in der australischen Kriteriumsmeisterschaft. Er fuhr 2005 für das australische Continental Team MG XPower-Bigpond. Er gewann in diesem Jahr die Gesamtwertung der UCI Oceania Tour. 2006 und 2007 fuhr er für Drapac Porsche. Im April gewann er die Tour of Chongming Island und schloss die UCI Asia Tour 2006 dadurch auf dem zehnten Rang ab. 2006 siegte er im Eintagesrennen Grafton to Inverell Cycle Classic. Später konnte McLachlan die Melbourne to Warrnambool Cycling Classic für sich entscheiden. Im Jahr 2007 wurde er ozeanischer Straßenmeister und wiederholte seinen Gesamtsieg bei der UCI Oceania Tour. Nach Ablauf der Saison 2007 beendete er seine internationale Karriere.

## Palmarès
1992
- Australischer Meister –  Kriterium

2005
- Gesamtwertung UCI Oceania Tour

2006
- Tour of Chongming Island
- Melbourne to Warrnambool Classic

2007
- Ozeanienmeister Straßenrennen
- Gesamtwertung UCI Oceania Tour

## Teams
- 2005 MG XPower-Bigpond
- 2006 Drapac Porsche
- 2007 Drapac Porsche